# Microplitis nigrifemur
Microplitis nigrifemur är en stekelart som beskrevs av Xu och He 2006. Microplitis nigrifemur ingår i släktet Microplitis och familjen bracksteklar. Inga underarter finns listade i Catalogue of Life.